# Željko Matuš
Željko Matuš, né le 9 août 1935 à Donja Stubica, est un footballeur croate, international yougoslave.

## Biographie
Attaquant devenu progressivement défenseur, Željko Matuš est formé notamment au NK Zagorec Krapina avant de passer professionnel au Dinamo Zagreb dont il porte les couleurs de 1955 à 1965. Il remporte le Championnat de Yougoslavie en 1958 puis la Coupe de Yougoslavie en 1960, 1963 et 1965 - toujours comme titulaire. Il dispute également la finale de la Coupe des villes de foires en 1963, perdue face au Valence CF. Il dispute 428 matchs pour le Dinamo, pour 52 buts, et ce malgré une saison 1963-1964 blanche.
En 1956 il est appelé dans une sélection officieuse de Croatie (la Croatie n'est pas indépendante à cette date) pour un match face à l’Indonésie. Il est sélectionné avec l'équipe de Yougoslavie pour l'Euro 1960, et fait ses débuts en finale, perdue face à l'URSS en prolongation. Il enchaine sur les Jeux olympiques de Rome. Titulaire en demi-finale et en finale, il marque le 2e but lors de ce dernier match et remporte ainsi la médaille d'or olympique. Deux ans plus tard il est sélectionné pour la Coupe du monde de football de 1962 mais ne dispute que le premier match, une défaite face à l'URSS (2-0). La sélection atteint les demi-finales. Il arrête là sa carrière internationale sur 13 sélections et 5 buts.
En 1965, à 30 ans, il part en Suisse, au Young Fellows Zurich. Il termine sa carrière en 1970 sur une dernière pige au FC Zürich. À la fin de sa carrière il reste en Suisse, se reconvertit un temps dans la formation de footballeurs puis change d'activité, devant notamment dentiste et journaliste à la télévision suisse.

## Palmarès
- Jeux olympiques
  - Médaille d’or en 1960
- Championnat d'Europe de football
  - Finaliste en 1960
- Championnat de Yougoslavie de football
  - Champion en 1958
- Coupe de Yougoslavie de football
  - Vainqueur en 1960, 1963 et 1965